# Rotten Tomatoes
Rotten Tomatoes (bogstaveligt 'Rådne Tomater') er en amerikansk hjemmeside, der bruges til anmeldelser, information og nyheder vedrørende film. Navnet kommer fra det gamle ordsprog med at kaste rådne tomater eller andet på en person, der optræder dårligt på f.eks. en scene.
Hjemmesiden er i øjeblikket ejet af Flixster, som selv er ejet af Warner Bros., og har gjort det siden maj 2011.

## Historie
Rotten Tomatoes blev lanceret den 12. august 1999 som et fritidsprojekt lavet af Senh Duong. Hans formål med Rotten Tomatoes var "at lave en hjemmeside, hvor folk har adgang til anmeldelser fra en lang række forskellige anmeldere i USA." Hans inspiration stammer fra Duongs tid som Jackie Chan-fan, da Duong begyndte at indsamle alle anmeldelserne af Chans film, som de blev offentliggjort i USA. Den første film, som Rotten Tomatoes havde anmeldelser om var Your Friends & Neighbors. Hjemmesiden blev straks en succes og modtog anmeldelser fra Yahoo!, Netscape og USA Today inden for den første uge, den var startet op: dette gjorde at siden tiltrak "600 – 1000 daglige unikke besøgende" som et resultat.[kilde mangler]
Duong gik sammen med University of California, Berkeley-klassekammeraterne Patrick Y. Lee og Stephen Wang, som han også havde webdesign-firmaet Design Reactor sammen, om at gøre Rotten Tomatoes til en fuldtidsbeskæftigelse, som blev officielt den 1. april 2000.
I juni 2004 gav IGN Entertainment Rottentomatoes.com en ukendt sum penge, og i september 2005 blev IGN opkøbt af News Corps Fox Interactive Media. I januar 2010 solgte IGN hjemmesiden til Flixster, som producerer de mest populære filmhitliste-applikationer til iPad og bærbare udstyr. Denne fusion gjorde at begge firmaer opnåede omkring 30 mio. månedlige besøg fra folk over hele verdenen. I maj 2011 blev Flixster opkøbt af Warner Bros.

## Beskrivelse
Rotten Tomatoes har online anmeldelser fra forfattere, som er certificerede medlemmer af forskellige kritikere eller filmanmelderforeninger. Gruppen beslutter så om hvorvidt en anmeldelse er positiv ("frisk", markeret med et lille ikon af en rød tomat) eller om den er negativ ("rådden", markeret af et lille ikon af en grøn og udsplattet tomat). Til slut på året vil én film modtage "Golden Tomato", hvilket betyder at det var den bedst omtalte og højest placerede film det år.
Hjemmesiden holder styr på alle indsendte anmeldelser (hvilket ved storfilm kan nærme sig 270 anmeldelser for nylig udgivne film)og procentdelen af de positive anmeldelser ud af det samlede antal anmeldelser bliver talt sammen. Hvis de positive anmeldelser til sammen udgør over 60 % eller film, er filmen "frisk", da størstedelen af anmelderne synes om filmen. Hvis antallet af positive anmeldelser er mindre end 60 %, så anses filmen som "rådden". I tilføjelse, så hører storfilmsanmeldere som Roger Ebert, Desson Thomson, Stephen Hunter og Lisa Schwarzbaum ind under en anden liste kaldet "Top Critics", hvor deres anmeldelser bliver talt separat, men stadig hører deres meninger med i den generelle optæling.
Disse anmeldelser er tilsvarende markeret med et ikon, når filmen kommer på en liste, så læseren blot behøver et kig på denne for at få den generelle mening om filmen. Film med "Tomatometre" på 75 % eller bedre og har mindst 40 anmeldelser af "Tomatometer Critics" (inklusiv 5 Top Critics) modtager "Certified Fresh"-mærket. Grundet kravene for at et sådant mærke, er der film, som har 100% positivitetsvurdeing, som ikke har certifikatet, fordi de ikke har nok anmeldelser til at kunne sikre filmens "friskhed".
Som en tilføjelse til anmeldelserne, så afholder Rotten Tomatoes internetfora, hvor mange tusinde deltagere deltager i diskussioner vedrørende film, videospil, musik og andre ting. Endvidere er brugerne i stand til at vurdere og anmelde film selv. Hver film har ligeledes også et "bruger-gennemsnit", som udregner procentdelen af de positive anmeldelser af filmen, på samme måde som kritikernes anmeldelser er udregnet. Denne form for bruger-vurdering er mere specifik, da brugerne kan vurdere filmen filmen på en skala fra 0-10 (sammenlignet med kritiker-anmelderne, som bruger et fir-stjernet anmeldelsessystem og er mere kvalitativt). Ligesom kritikernes anmeldelser ses en vurdering på 6 eller derover som "frisk".
I januar 2010 nævnte sammenslutningen af 75. årlige New York Film Critics Circles formand, Armond White, særligt Rotten Tomatoes og andre filmanmeldelsessider generelt, som eksempler på hvordan "Internettet tager hævn over det personlige udtryk" ved at "dumpe anmeldere ind på én hjemmeside og tildele falske procent entusiastiske point til anonyme anmeldelser"; og ifølge White, at sådanne hjemmesider "tilbyder enstemmigt en erstatning for anmeldelser."
Måden hjemmesiden anmelder film er blevet objekt for kritik med fokus på at dømme film på dens mængde af vurderinger, de modtager i stedet for de anmeldelsesvurderinger de får selv, da det gør det svært for få anmeldernes mening om filmen uden at kigge på antallet af faktiske anmeldelser filmen har fået. Dette betyder at en film kan have fået ganske få rigtig gode anmeldelser, og dermed få 100 % eller bare over 90 %, som fx er sket ved filmene Tokyo Gore Police og Borderland.

## The Rotten Tomatoes Show
I starten af 2009 lancerede tv-stationen Current Television fjernsynsudgaven af Rotten Tomatoes, som The Rotten Tomatoes Show, hvor værterne var Brett Erlich og Ellen Fox og skrevet af Mark Ganek. Showet blev vist ugeligt på tv-kanalen EST. Afhængig af hvilken episode, der blev optaget og egentlig sendt på fjernsynet, kunne filmanmeldelserne være forskellige fra de aktuelle filmanmeldelser på hjemmesiden. Den sidste episode blev vist den 16. september 2010, men vil vende tilbage i en kortere udgave i tv-serien InfoMania.